# Superhot
Superhot (stiliserat som SUPERHOT) är en förstapersonsskjutare och indiespel utvecklat av Superhot Team. Spelet följer den traditionella spelmekaniken inom förstapersonsskjutare, där spelare försöker döda fiender med hjälp av olika vapen, men tiden i spelet fortskrider endast när spelaren rör på sig. Detta skapar möjligheten för spelaren att bedöma sin situation och besvara den på ett lämpligt sätt, vilket gör att spelet liknar ett strategispel. Spelet presenteras i en minimalistisk konststil, där fiender är rödfärgade och vapnen är svarta, i motsats till den annars vita och gråa miljön.
Spelet hade sitt ursprung som ett tävlingsbidrag i 7 Day FPS Challenge år 2013, som Superhot Team expanderade till en webbaserad demonstration i september 2013. Den utbredda uppmärksamheten från demonstrationen uppmanade utvecklingsgruppen att utveckla ett helt spel, och slutförde utvecklingen med hjälp av finansiering från Kickstarter. Superhot släpptes till Microsoft Windows, OS X och Linux den 25 februari 2016. En Xbox One-version släpptes den 3 maj 2016. En VR-version av Superhot släpptes till Oculus Rift i slutet av 2016, en version for HTC Vive och flera andra VR system planeras i framtiden. Spelet fick ett positivt mottagande, där recensenter betraktade det som ett innovativt spel inom förstapersonsskjutargenren.